# Кубаньстрой
Кубаньстрой — посёлок в Тахтамукайском районе Республики Адыгея России. Входит в состав Афипсипского сельского поселения.

## Население
| 2002 | 2010 | 2013 | 2014 | 2015 | 2016 | 2017 |
| ---- | ---- | ---- | ---- | ---- | ---- | ---- |
| 389  | ↗395 | ↘387 | ↘383 | ↗396 | ↗397 | ↗402 |
| 2018 | 2019 | 2020 | 2021 | 2023 | 2024 |      |
| ↘401 | ↗409 | ↗424 | ↘375 | ↗377 | ↗378 |      |

По данным Всероссийской переписи 2021 года:
| Народ               | Численность, чел. | Доля от всего населения, % |
| ------------------- | ----------------- | -------------------------- |
| русские             | 263               | 70,13 %                    |
| адыги (черкесы)     | 70                | 18,66 %                    |
| армяне              | 9                 | 2,40 %                     |
| другие / не указано | 33                | 8,80 %                     |
| всего               | 375               | 100,0 %                    |

## Улицы
- Заводская,
- Молодёжная,
- Центральная.